# Сабіньяніго
Сабіньяніго (ісп. Sabiñánigo, араг. Samianigo) — муніципалітет в Іспанії, у складі автономної спільноти Арагон, у провінції Уеска. Населення — 10 378 осіб (2009).
Муніципалітет розташований на відстані близько 360 км на північний схід від Мадрида, 42 км на північ від Уески.
На території муніципалітету розташовані такі населені пункти: (дані про населення за 2009 рік)
- Абенілья: 0 осіб
- Акумуер: 8 осіб
- Айнето: 42 особи
- Альюе: 6 осіб
- Аргісаль: 13 осіб
- Аррасо: 7 осіб
- Арто: 15 осіб
- Аурін: 39 осіб
- Бара: 9 осіб
- Барангуа: 5 осіб
- Беларра: 3 особи
- Боррес: 13 осіб
- Кампарес: 0 осіб
- Картірана: 52 особи
- Кастьєльйо-де-Гуарга: 3 особи
- Кастільйо-де-Лерес: 7 осіб
- Сересола: 4 особи
- Хесера: 8 осіб
- Хільюе: 15 осіб
- Граса: 5 осіб
- Осталь-де-Іп'єс: 44 особи
- Іп'єс: 10 осіб
- Ісун-де-Баса: 28 осіб
- Лагуарта: 12 осіб
- Ланаве: 3 особи
- Ларреде: 20 осіб
- Ларрес: 98 осіб
- Ласаоса: 1 особа
- Ласьєсо: 14 осіб
- Латас: 40 осіб
- Латрас: 10 осіб
- Лаєс: 1 особа
- Моліно-де-Вільйобас: 3 особи
- Ордовес: 2 особи
- Орна-де-Гальєго: 21 особа
- Осан: 20 осіб
- Пардінілья: 23 особи
- Ель-Пуенте-де-Сабіньяніго: 30 осіб
- Рапун: 14 осіб
- Сабіньяніго: 9355 осіб
- Сабіньяніго-Альто: 53 особи
- Сан-Естебан-де-Гуарга: 5 осіб
- Сан-Роман-де-Баса: 7 осіб
- Сардас: 54 особи
- Сасаль: 17 осіб
- Сатуе: 9 осіб
- Сенегуе: 101 особа
- Сорріпас: 32 особи
- Єспола: 5 осіб
- Бентуе-де-Носіто: 1 особа
- Усед: 1 особа
- Артосілья: 14 осіб
- Іборт: 63 особи
- Соланілья: 14 осіб
- Ісін: 4 особи

## Демографія
Динаміка населення (INE ):

## Галерея зображень

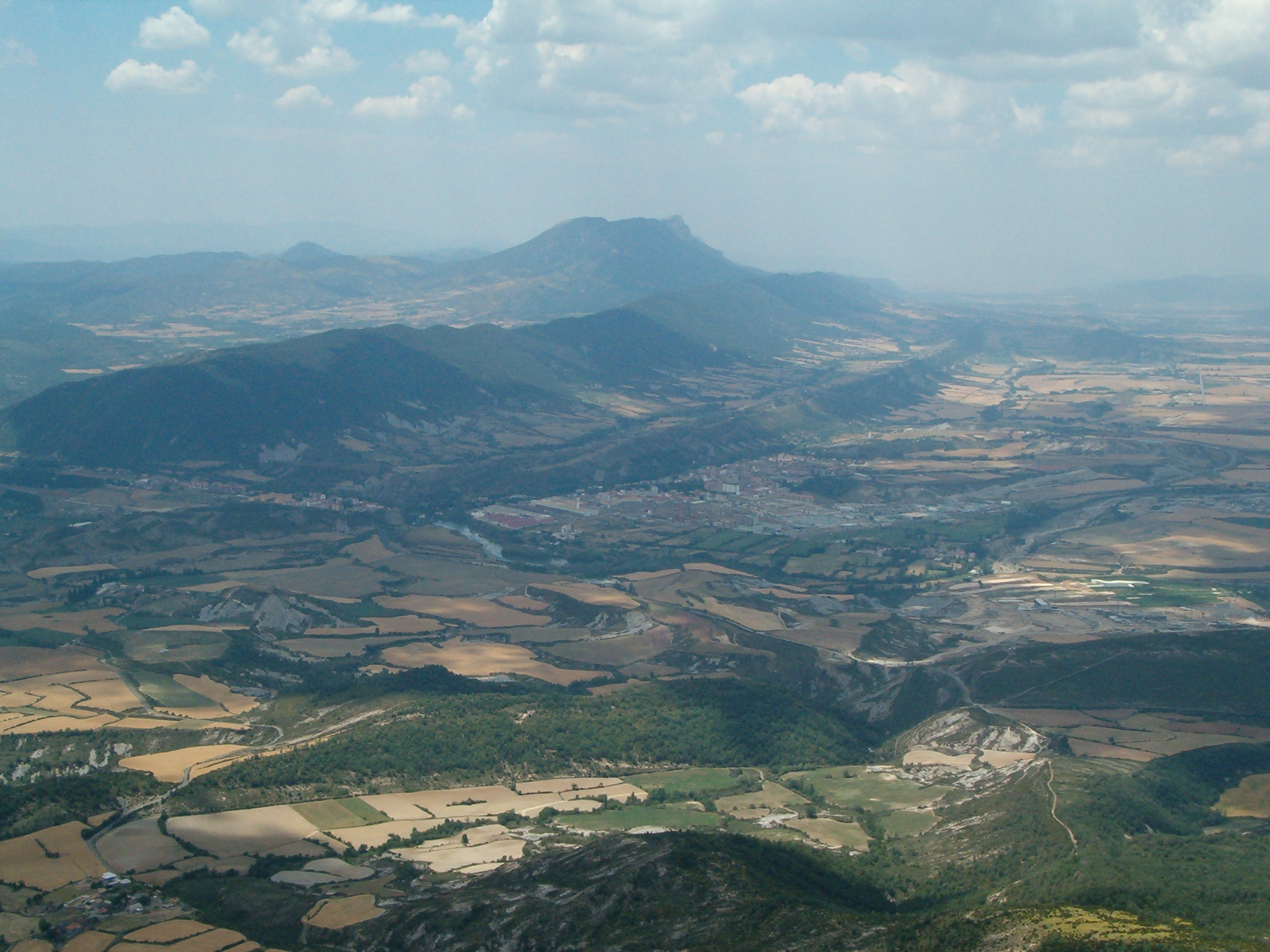
Сабіньяніго
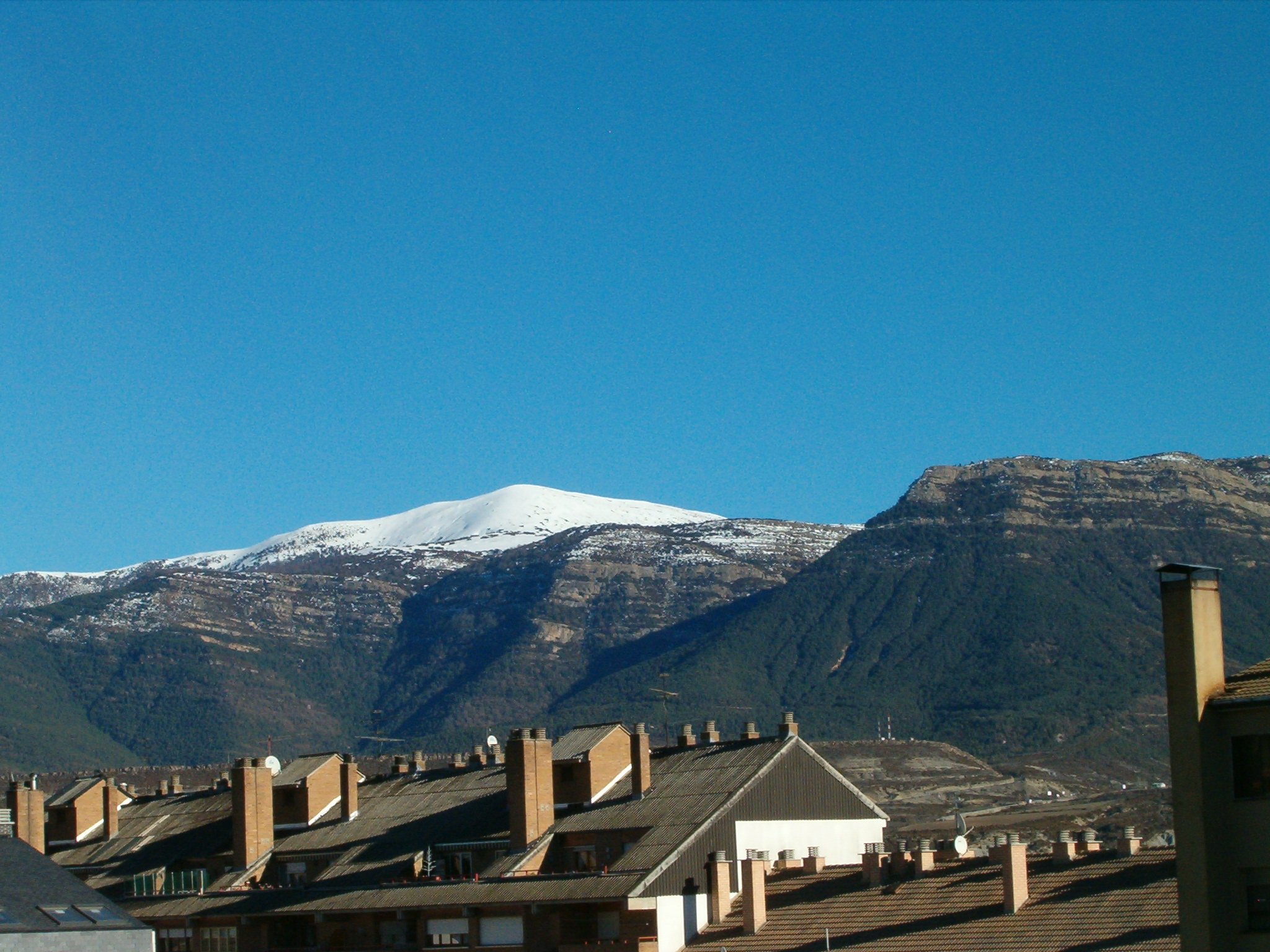
Санта-Оросія і Отурія